# Кустов, Сергей Викторович
Серге́й Ви́кторович Ку́стов (1971—2001) — майор Внутренних войск МВД России, Герой Российской Федерации (2012).

## Биография
Родился 11 октября 1971 года в совхозе имени 9 января (ныне — село Засурское) Лунинского района, Пензенской области. Вырос в селе Грабово Бессоновского района Пензенской области. Отец Виктор Дмитриевич Кустов был водителем, мать Галина Николаевна Кустова — продавцом продовольственного магазина. С детства мечтал стать военным и после окончания сельской средней школы № 2 с. Грабово поступил в Казанское высшее танковое командное Краснознамённое училище им. Президиума Верховного Совета Татарской АССР. В 1992 году, после выпуска из училища, распределён во Внутренние войска МВД России.

### Служба во Внутренних войсках
С. В. Кустов служил в разведроте одной из дивизий особого назначения. Уже в 1992 году участвовал в боевых действиях в районе осетино-ингушского конфликта. Затем более года провёл в спецкомандировке в Чечне. За проявленную там отвагу был награждён медалью «За отличие в воинской службе», а в 1995 году, после тяжёлого ранения, медалью ордена «За заслуги перед Отечеством» II степени с мечами. Сергей Кустов был также обладателем «крапового берета».
Во время второй чеченской кампании С. В. Кустов отличился в январе 2000 года. Одно из подразделений внутренних войск попало в засаду под селом Мескер-Юрт Шалинского района. Раненный в ногу начальник разведки остался в боевых порядках и с успехом руководил боем. За проявленное мужество был первый раз представлен к званию Героя, но награждён медалью Жукова. Отмечен также благодарностью верховного главнокомандующего Вооружёнными силами Российской Федерации В. В. Путина за самоотверженность, отвагу, проявленные при защите Отечества.
В конце 2001 года его контракт с войсковой частью уже истекал. С 1 декабря майор Кустов собирался продолжать службу в милиции в должности заместителя командира Пензенского специального отряда быстрого реагирования, но отправился в заключительную командировку в Чечню. В ходе этой командировки майор С. В. Кустов возглавил 8 засад и 13 разведывательных и оперативно-поисковых мероприятий, благодаря которым было уничтожено 19 боевиков, изъято большое количество оружия, боеприпасов и взрывчатых веществ.

## Подвиг
В ночь с 22 на 23 ноября 2001 года группа С. В. Кустова при содействии сотрудников временного отдела внутренних дел Шалинского района проводила проверку в ауле Автуры. Майор Кустов сумел лично задержать несколько боевиков. После окончания рейда их группа на бронетранспортёрах отправилась на базу и на окраине села Шали попала в засаду противника, вооружённого гранатомётами и стрелковым оружием. Спешившийся экипаж головной машины, подорвавшейся на мощном фугасе, принял бой. Майор получил тяжёлое ранение, но продолжал руководить бойцами. В результате его самоотверженных действий группа смогла продержаться до подхода более крупных сил и выйти в безопасный район. В ходе эвакуации С. В. Кустов скончался от ран.
Похоронен на родине, в селе Грабово Бессоновского района Пензенской области.

## Награждение
Майор Кустов был второй раз представлен, теперь уже посмертно, к присвоению звания Героя Российской Федерации. Однако из-за того что его документы оказались переданными на перевод из Внутренних войск в СОБР, а войсковая часть № 3219, где он служил, подверглась реорганизации, награждение не состоялось. Длительное время родители погибшего офицера и его сослуживцы добивались присвоения С. В. Кустову высшего звания. Спустя время он был посмертно награждён орденом Мужества. Но близкие Сергея продолжали активно бороться. В марте 2012 года его мать Галина Николаевна написала письмо председателю правительства В. В. Путину, а 20 апреля вышла в одиночный пикет перед Домом Правительства в Москве. Об этом сообщила «Комсомольская правда».
Через десять с лишним лет после гибели офицера Указом Президента Российской Федерации № 960 от 12 июля 2012 года майору Внутренних войск С. В. Кустову за героизм, мужество и самоотверженность, проявленные при исполнении воинского долга, присвоено звание Героя Российской Федерации (посмертно).

## Увековечение памяти
- Школе № 2 села Грабово Бессоновского района Пензенской области, в которой учился Сергей Кустов, в 2012 году было присвоено его имя; кроме того, в ней установлены бюст и мемориальная доска. Среди старшеклассников проводятся спортивные соревнования по стрельбе на кубок Сергея Кустова, учреждённый районной администрацией.
- 9 декабря 2012 года, ко Дню Героев Отечества, имя Сергея Кустова было нанесено на стелу «Слава Героям» в городе Пензе.
- Бюст Сергея Кустова установлен на аллее Героев в селе Бессоновка Бессоновского района Пензенской области.
- Именем Сергея Кустова названа улица в селе Грабово Бессоновского района Пензенской области («улица имени Героя России С. Кустова»)[3].

## Семья
У Сергея Кустова остались вдова Юлия и двое сыновей, Дмитрий (1996) и Иван (2001).